# Cap Sable (Floride)
Pour les articles homonymes, voir Cap Sable.
Le cap Sable, en anglais Cape Sable, est une péninsule des États-Unis comportant en réalité trois caps et parmi eux East Cape, le point le plus méridional de la Floride continentale et des États-Unis continentaux. Les deux autres se situent sur la façade sud-ouest : Middle Cape et Northwest Cape.
Il est situé au sud-ouest de la Floride, dans le comté de Monroe et fait partie du parc national des Everglades. Le cap est une péninsule qui, trouvant son origine  dans le Sud de la Floride continentale (Snake Bight), se poursuit en direction de l'ouest, puis s'incurve vers le nord jusqu'à l'embouchure de la Little Shark River, à proximité de la baie Ponce de Léon. Le cap Sable, d'une longueur de 44 km, est bordé au nord et à l'est par la Whitewater Bay.

## Sources
- Site Internet de l'Everglades National Park
- Charlton W. Tebeau, Man in the Everglades, Coral Gables, Florida: University of Miami Press (1968). (OCLC 440131)